# Nicky Van Den Abbeele
Nicky Van Den Abbeele (* 21. Februar 1994) ist eine belgische Fußballspielerin.

## Karriere

### Vereine
Van Den Abbeele kam in der Saison 2010/11 das erste Mal im Alter von 16 Jahren für die Frauenfußballmannschaft des Club YLA aus Brügge im Seniorinnenbereich und in der höchsten Spielklasse, der seinerzeit unter dem Namen und bis 2012 bezeichneten Eerste Klasse, danach und bis 2015 in der BeNe League, zum Einsatz.
In der Saison 2015/16 war sie für die Frauenfußballmannschaft des Lierse SK, in der Saison darauf für die Frauenfußballmannschaft des RSC Anderlecht aktiv; jedoch in der zweithöchsten Spielklasse. Das erste Mal ins Ausland gelangt, spielte sie für Ajax Amsterdam und kam in der Eredivisie für Ajax Amsterdam in zwölf Punktspielen zum Einsatz. Ihr Debüt gab sie am 22. September 2017 (3. Spieltag) im torlosen Heimspiel gegen ADO Den Haag. Bis zum 23. Februar 2018 (18. Spieltag) wurde sie in weiteren sieben Punktspielen eingesetzt sowie in vier von acht Spielen der Meisterrunde, die sie mit ihrer Mannschaft als Meister abschloss.
Nach Belgien zurückgekehrt, war sie von 2018 bis 2020 für die Frauenfußballmannschaft des KAA Gent aktiv. Danach gehörte sie dem Ligakonkurrenten Club YLA ein zweites Mal an. Anschließend spielte sie für die Frauenfußballmannschaft von Eendracht Aalst. Seit dem 31. Januar 2022 ist sie Vertragsspielerin des Ligakonkurrenten SV Zulte Waregem.

### Nationalmannschaft
Van Den Abbeele debütierte als Nationalspielerin für den KBFV in der U17-Nationalmannschaft. Ihr erstes von neun U17-Länderspielen bestritt sie am 30. August 2010 beim 2:1-Sieg im Freundschaftsspiel gegen die U17-Nationalmannschaft Wales’ und erzielte mit dem 1:0-Führungstreffer in der fünften Minute sogleich ihr erstes U17-Länderspieltor. Sie kam in der 
zweiten Qualifikationsrunde für die U-17-Europameisterschaft 2011 in drei Spielen zum Einsatz. Vom 6. März 2022 (2:0 vs. Finnland in Tubize) bis zum 9. April 2013 (1:0 vs. Russland in La Louvière) bestritt sie 14 Länderspiele für die U19-Nationalmannschaft, davon fünf Freundschafts- und neun EM-Qualifikationsspiele.
Im Zeitraum vom 2. Juni 2013 (3:0 vs. Ukraine in Tubize) bis zum 7. März 2018 (2:1 vs. Südafrika in Larnaka) bestritt sie für die A-Nationalmannschaft 34 Länderspiele. Darin enthalten sieben WM-Qualifikationsspiele (für die WM 2015 fünf, für die WM 2019 zwei) und ein EM-Qualifikationsspiel (5:0 vs. Bosnien und Herzegowina am 27. Oktober 2015).

### Erfolge
Ajax Amsterdam
- Niederländische Meisterin 2018
- Niederländische Pokal-Siegerin 2018

RSC Anderlecht
- Zweitligameisterin 2017